# 辛格韦德利
64°15′29″N 21°07′30″W / 64.25806°N 21.12500°W
辛格韦德利（冰島語：[ˈθiŋkˌvɛtlɪr̥] ⓘ），又译辛格维利尔，UNESCO中文网站误译为平位利尔，地处辛格瓦德拉湖北岸，位于冰岛首都雷克雅未克东北40余公里，是冰岛三大国家公园之一。
此处对冰岛有特殊的历史意义，它在930－1798年期间是冰岛议会（Alþingi）会议所在地，这是世界上最早的议会之一。1928年成为国家公园。1944年在此宣布脱离丹麦统治，成立冰岛共和国。2004年起成为世界文化遗产，也是冰岛三大国家公园中唯一一个被联合国教科文组织认证为世界遗产的国家公园。

## 旅游
辛格韦德利国家公园是冰岛著名旅游线路“黄金圈”的三大景区之一，是冰岛最受游客欢迎的旅行目的地之一，与蓝潟湖温泉齐名。